# سولفات پرازئودیمیم
سولفات پرازئودیمیم (به انگلیسی: Praseodymium sulfate) با فرمول شیمیایی ۵۷۰٫۰۰۳۱ g/mol یک ترکیب شیمیایی  است. که جرم مولی آن پودر سیاه و مایل به سبز می‌باشد. 